# Ісаченко Олександр Микитович
Олександр Микитович Ісаченко (21 жовтня 1903, село Федорівка Брянської губернії, тепер Брянської області, Російська Федерація — 1 січня 1949, місто Москва) — радянський діяч, 2-й секретар ЦК КП(б) Литви. Член Бюро ЦК КП(б) Литви в 1944—1946 роках. Депутат Верховної Ради СРСР 2-го скликання.

## Життєпис
У 1922 році вступив до комсомолу, був організатором комсомольського осередку.
Член ВКП(б) з 1926 року.
З 1927 по 1934 рік навчався спочатку на робітничому факультеті, потім — в Московському енергетичному інституті.
З 1934 року працював інженером-конструктором Московського електрозаводу.
У 1938—1939 роках — секретар комітету ВКП(б) Московського прожекторного заводу. 
З 1939 року — 1-й секретар Сталінського районного комітету ВКП(б) міста Москви.
З січня до грудня 1944 року — секретар Московського обласного комітету ВКП(б).
30 грудня 1944 — 24 листопада 1946 року — 2-й секретар ЦК КП(б) Литви.
У серпні 1946 — 1 січня 1949 року — відповідальний працівник апарату Ради міністрів СРСР у Москві.
Помер 1 січня 1949 року. Похований на Введенському цвинтарі Москви.

## Нагороди та відзнаки
- орден Леніна (21.01.1944)
- орден Вітчизняної війни І ст.
- орден Трудового Червоного Прапора
- медаль «За оборону Москви»
- медаль «За доблесну працю у Великій Вітчизняній війні 1941—1945 рр.»
- медаль «У пам'ять 800-річчя Москви»
- медалі